# Pleurostylia
Pleurostylia is een geslacht uit de kardinaalsmutsfamilie (Celastraceae). De soorten uit het geslacht komen voor van Kenia tot in zuidelijk Afrika, op de eilanden in de westelijke Indische Oceaan en in tropisch Azië en in het zuidwestelijke deel van het Pacifisch gebied.

## Soorten
- Pleurostylia africana Loes.
- Pleurostylia capensis (Turcz.) Loes.
- Pleurostylia leucocarpa Baker
- Pleurostylia opposita (Wall.) Alston
- Pleurostylia pachyphloea Tul.
- Pleurostylia putamen Marais

... · 
Apodostigma · 
Bhesa · 
Celastrus · 
Cassine · 
Catha · 
Euonymus (Kardinaalsmuts) · 
Parnassia · 
Salacia · 
Stackhousia · 
...